# Glasgow (Virgínia)
Glasgow é uma cidade  localizada no estado norte-americano de Virginia, no Condado de Rockbridge.

## Demografia
Segundo o censo norte-americano de 2000, a sua população era de 1046 habitantes.
Em 2006, foi estimada uma população de 1015, um decréscimo de 31 (-3.0%).

## Geografia
De acordo com o United States Census Bureau tem uma área de
3,9 km², dos quais 3,9 km² cobertos por terra e 0,0 km² cobertos por água. Glasgow localiza-se a aproximadamente 289 m acima do nível do mar.

## Localidades na vizinhança
O diagrama seguinte representa as localidades num raio de 36 km ao redor de Glasgow.